# Demenzdorf
Ein Demenzdorf ist eine Pflegeform für Menschen mit Demenz. Die Bewohner leben in Hausgemeinschaften in einer nach außen abgeschlossenen Siedlung, die speziell auf die Bedürfnisse von Demenzbetroffenen zugeschnitten ist. Durch die Einzäunung soll den Bewohnern Freiheit in einem geschützten Raum geboten werden. Auf dem Gelände gibt es typischerweise Einrichtungen wie ein Lebensmittelgeschäft, ein Friseurgeschäft, ein Fitnessstudio, ein Café oder ein Restaurant. Im Rahmen professioneller Pflege kommt den Bewohnern eine aktivierende Pflege zu. Im Dorf sollen die Bewohner so selbstbestimmt wie möglich leben können. Menschen mit Demenz haben häufig Bewegungsdrang und sollen ihn dort ausleben können, ohne wegzulaufen.
In einem Demenzdorf wohnen oft hundert und mehr Menschen. Unter einer Demenzwohngemeinschaft hingegen versteht man eine betreute Wohngemeinschaft für in der Regel vier bis zehn Menschen mit Demenz.

## Existierende Demenzdörfer (unvollständige Liste)
Im Folgenden sind bestehende Demenzdörfer aufgeführt ebenso wie solche, die sich bereits in einem fortgeschrittenen Planungsstadium befinden.
Niederlande: Das Demenzdorf De Hogeweyk in Weesp nahe Amsterdam wurde Vorbild für andere Demenzdörfer. Lebensecht arrangierte Supermärkte, Cafés, Läden und ein Theater sollen Alltäglichkeit und Normalität vermitteln; manche sprechen allerdings kritisch von einer „Illusion einer alltäglichen Normalität“. Im Jahr 2012 waren dort circa 153 Pflegebedürftige untergebracht, 240 Mitarbeiter in 170 Vollzeitstellen beschäftigt und circa 180 ehrenamtliche Helfer tätig.
Deutschland – Existierende Einrichtungen
- Tönebön am See: Das erste Demenzdorf Deutschlands wurde 2014 in Tönebön am See, am Stadtrand von Hameln, eröffnet.[6] Es ist für 52 Pflegebedürftige ausgelegt.[4]
- Demenzdorf Süssendell: Das zweite Demenzdorf Deutschlands, das AWO-Seniorenzentrum Süssendell in Stolberg, Stadtteil Mausbach, wurde 2016 eröffnet und ist für 80 Bewohner ausgelegt.[3][7]
- Ahorn-Karree: Ein weiteres Demenzdorf, „Ahorn-Karree“ genannt, errichtete die gemeinnützige Graf-Recke-Stiftung im Dorotheenviertel im Westen von Hilden für 108 Bewohner.[8] Nach den ursprünglichen Plänen sollten im Dorf auch 80 Mitarbeiter und Angehörige leben; dies wurde jedoch aufgrund der Zweckbindung als Sondergebiet nicht gestattet (Stand: Juli 2020). Der Einzug erfolgte im Mai 2023.[9][10][11]

In Planung sind oder waren folgende Projekte:
- In Krampnitz hat das Deutsche Rote Kreuz 2018 Pläne für ein Demenzdorf vorgelegt.[12]
- In Schwesing ist seit 2022 ein Demenzdorf in Planung.[13][14]
- In Leipzig-Thekla ist eine Wohnanlage als „Dorf für Ältere“ für Menschen mit Demenz geplant. Der Baubeginn auf dem Gelände der ehemaligen Erla-Siedlung ist für 2025 vorgesehen, die Eröffnung soll 2027 erfolgen. Die Anlage soll Platz für 100 Bewohner bieten und wurde mit einem Investitionsvolumen von 22 Millionen Euro veranschlagt.[15]

Abgebrochene Projekte:
- Am Rand von Hergensweiler, nordöstlich von Lindau, war 2015 eine Einrichtung für 128 Bewohner geplant. Diesem Projekt Hergensweiler Heimelig der Diakonie Lindau[16] standen ein Bürgerbegehren und Fragen zu Finanzierung und baulichen Vorschriften entgegen.[17][2][18] Die Initiatoren strebten eine Genehmigung als Pilotprojekt mit Ausnahmen bezüglich Fachkraftquote (§ 5 HeimPersV) und Nasszellen an.[17] Angesichts starrer gesetzlicher Vorgaben entschied die Diakonie Lindau im Jahr 2021, das Projekt nach sechs Jahren intensiver Bemühungen nicht mehr voranzutreiben.[19]
- Weitere Pläne gab es für Hohenroda (Ortsteil Mansbach),[20][21][22] für Berlin-Kaulsdorf[23][24] und für Alzey.[25]

Dänemark: Das 2016 eröffnete Demenzdorf in Svendborg auf der dänischen Insel Fünen ist für 125 Bewohner ausgelegt. In Dänemark ist es gesetzlich vorgeschrieben, dass die Bewohner das Gelände verlassen können. Bewohner, die sich vom Gelände entfernt haben, werden gegebenenfalls über GPS geortet. In Svendborg sind eigene Haustiere gestattet. Die Einrichtung ist als ein offener, in die Nachbarschaft integrierter Ort konzipiert; so ist auch ein Spielplatz „für die Enkel der Bewohner und für die Nachbarskinder“ vorgesehen.
Frankreich: Ein erstes Demenzdorf in Frankreich, Village Landais Alzheimer, besteht in der Stadt Dax. Es ist für 120 Bewohner, 120 Mitarbeiter und 120 Ehrenamtliche ausgelegt. Dieses Demenzdorf, das im Juni 2020 eröffnet wurde, wird durch das INSERM wissenschaftlich begleitet. Untersucht werden sollen unter anderem gesundheitliche und psychosoziale Faktoren, die Wirtschaftlichkeit dieser Form der Pflege sowie eventuelle Änderungen der gesellschaftlichen Wahrnehmung dieser Krankheit. Die Eröffnungsfeier fand pandemiebedingt erst im Mai 2022 statt. Das Demenzdorf umfasst auch ein Forschungszentrum und Unterkünfte für Gastforschende und Freiwillige.
Italien: Ein erstes Demenzdorf in Italien wurde 2018 in Monza von der Kooperative La Meridiana eröffnet, das für 64 Bewohner ausgelegt ist. Ein weiteres wurde 2018 in Rom im Stadtteil Bufalotta eröffnet, für bis zu 100 Bewohner.
Schweiz: Im Schweizerischen Wiedlisbach hat Anfang April 2022 ein Demenzdorf mit zunächst 56 Bewohnern den Betrieb aufgenommen. Eine Erweiterung auf 177 Bewohner ist geplant. Eigentümerin der Liegenschaft ist die Immobiliengenossenschaft Oberaargau (IGO), Betreiberin die dahlia oberaargau ag. Das Demenzdorf entstand auf dem Gelände eines Alten- und Pflegezentrums, das 1892 als „Armenverpflegungsanstalt Dettenbühl“ gegründet worden war. Auf dem Gelände befand sich bis zum Baubeginn außerdem die alte Mühle Dettenbühl.
Kanada: In Kanada existiert mindestens ein nach niederländischem Vorbild gebautes Demenzdorf. Der Komplex The Village besteht aus sechs einstöckigen Häusern im ländlichen Stil.

## Verbreitung und Akzeptanz

### Wissenschaftliche Diskussion
Es handelt sich bei Demenzdörfern um eine neue Form der Pflege. Eine systematische Übersichtsarbeit, die Studien zu Demenzdörfern und Statistiken der Institutionen selbst einbezog, attestierte unter anderem einen verringerten Bedarf und Einsatz antipsychotischer Medikamente sowie höhere Beschäftigtenzufriedenheit in Demenzdörfern. Zudem verbessere der Ansatz die „Funktionsfähigkeit“ der Erkrankten. Eine dänische Fallstudie hielt fest, dass besondere schwere Demenzfälle mangels Ressourcen weiterhin eingeschränkte Beteiligungsmöglichkeiten hätten.
Kritiker werfen ein, das Konzept widerspreche der Vorstellung von sozialer Teilhabe und Inklusion. Ethisch umstritten ist ihr Charakter als segregierte Parallelwelt für Menschen mit Demenz: So kritisiert der Soziologe Reimer Gronemeyer, alte, kranke Menschen würden ausgelagert und abgesondert. Es werde eine Scheinwelt aufgebaut, wie bei der Truman-Show. Die erste Leiterin der Hamelner Einrichtung, Petra Visser, hat auf die Kritik entgegnet, dass Menschen mit Demenz nun einmal in einer anderen Welt lebten und sie keinen Grund sehe, „sie immer auf unsere Realität stoßen, die ihnen doch nur ihre eigenen Unzulänglichkeiten vor Augen hält“. Martina Schmidhuber beschrieb Demenzdörfer als Orte, in denen „Menschen mit Demenz so leben, wie es ihnen entspricht“. Sie kontrastierte sie dennoch mit Mehrgenerationenwohnen als Wohnform, um perspektivisch „Demenz als Teil des Altwerdens zu begreifen, der nicht bekämpft werden muss“. Eine erste Befragung Betroffener weist auf eine Akzeptanz und Befürwortung des Konzepts bei Angehörigen und professionell Pflegenden hin.

### Mediale Rezeption
Dass mancherorts eine Scheinbushaltestelle für die Bewohner eingerichtet worden ist, wurde in den Medien oft erwähnt und teils auch bezüglich ihrer ethischen Rechtfertigung diskutiert. Die Einrichtung De Hogeweyk betont, dass dort nichts derartiges besteht. Zum Hintergrund der Errichtung von Demenzdörfern zählt, dass die Gesellschaft zunehmend älter wird und dadurch mehr Personen von Demenz betroffenen sind (demographischer Wandel).

## Vergleichbare Konzepte
Im Demenzwohnheim Lantern of Chagrin Valley in Chagrin Falls, Ohio, ist die Inneneinrichtung des Wohnheims so gestaltet, dass sie an die Architektur des 1930er und 1940er erinnert. So gibt es in einem Korridor einen künstlichen Wolkenhimmel als Zimmerdecke, simulierte Geschäfte, Straßenlaternen und vor jeder Zimmertüre eine Veranda mit Schaukelstuhl, um eine Straße aus dieser Zeit zu simulieren und die Bewohner zum sozialen Austausch anzuregen. Jede Fassade ist unterschiedlich gestaltet, um es leichter zu machen, das eigene „Haus“ wiederzuerkennen.
Das Prinzip medizinischer Nahversorgung ist mittlerweile auf ein breiteres Spektrum altersbedingter Krankheitsbilder übernommen worden. Institutionen dieser Art werden Health Villages genannt.

## Weiterführende Literatur
- Angela Kazinaki: Demenzdörfer – Lebensqualität von Menschen mit Demenz in einer innovativen Wohnform. Sozial Denken und Handeln / Holzmindener Schriften zur Sozialen Arbeit, 1. Mai 2016, ISBN 978-3-86387-702-6.